# Гоич Кармелич, Алехандро
Алехандро Гоич Кармелич (исп. Alejandro Goić Karmelić; 7 марта 1940, Пунта-Аренас, Чили) — католический епископ, титулярный епископ Африки и вспомогательный епископ архиепархии Консепсьона с 23 апреля 1979 года по 27 октября 1994 год, епископ Осорно с 27 октября 1994 года по 10 июля 2003 год, вспомогательный епископ епархии Ранкагуа с 10 июля 2003 года по 23 апреля 2004 год, епископ Ранкагуа с 23 апреля 2004 года.

## Биография
Алехандро Гоич Кармелич родился 13 февраля 1911 года в семье хорватских эмигрантов, в городе Пунта-Аренас, Чили. Его предки родом с острова Брач. 12 марта 1966 года состоялось рукоположение Алехандро Гоича Кармелича в священники.
23 апреля 1979 года Римский папа Иоанн Павел II назначил Алехандро Гоича Кармелича титулярным епископом Африки и вспомогательным епископом архиепархии Консепсьона. 27 мая 1979 года состоялось рукоположение Алехандро Гоича Кармелича в епископа, которое совершил Римский папа Иоанн Павел II в сослужении с кардиналами Дурайсами Симоном Лурдусами и Эдуардо Мартинесом Сомало.
27 октября 1994 года Алехандро Гоич Кармелич был назначен епископом Осорно. 10 июля 2003 года Алехандро Гоич Кармелич был назначен вспомогательным епископом епархии Ранкагуа. Эту должность он исполнял до 23 апреля 2004 года, когда был назначен епископом Ранкагуа.
В 2008 году Алехандро Гоич Кармелич выступил посредником между правительством Чили и объявившей голодовку политзаключённой Патрисией Тронкосо, членом радикальной арауканской организации «Координация Арауко-Мальеко».
Его племянница Каролина Гоич является председателем Христианско-демократической партии Чили и кандидатом в президенты на выборах 2017 года от своей партии.